# Republika Krymu (jednostka administracyjna Rosji)
Republika Krymu (ros. Республика Крым, trb. Riespublika Krym; ukr. Республіка Крим, trb. Respublika Krym; krymskotat. Къырым Джумхуриети, trb. Kyrym Dżumchurieti), Krym (ros. Крым, trb. Krym; ukr. Крим, trb. Krym; krymskotat. Къырым, trb. Kyrym) – jednostka administracyjna Rosji (terytorium okupowanej Ukrainy), która zajmuje większą część Półwyspu Krymskiego, na północnym wybrzeżu Morza Czarnego. Stolicą republiki jest Symferopol. Większość społeczności międzynarodowej skupionej w Organizacji Narodów Zjednoczonych nie uznaje Krymu jako części terytorium Rosji, ponieważ został jednostronnie anektowany. Zgromadzenie Ogólne ONZ przyjęło rezolucję potępiającą referendum na Krymie z 16 marca 2014 i aneksję półwyspu przez Rosję.

## Geografia
Republika Krymu ma powierzchnię 26081 km². Teren ten obejmuje niemal cały obszar Półwyspu Krymskiego (oprócz obszaru miasta wydzielonego Sewastopola i północnego fragmentu Mierzei Arabackiej).

## Podział administracyjny
Republika Krymu składa się z 14 rejonów oraz 11 miast wydzielonych. W skład rejonów wchodzi 56 osiedli typu miejskiego i 957 wsi.
1. rejon bakczysarajski
2. rejon biłohirski
3. rejon dżankojski
4. rejon kirowski
5. rejon krasnogwardijski
6. rejon krasnoperekopski
7. rejon leniński
8. rejon niżniohirski
9. rejon perwomajski
10. rejon rozdolnieński
11. rejon sacki
12. rejon symferopolski
13. rejon sowiecki
14. rejon czornomorski
15. m. Ałuszta
16. m. Armiańsk
17. m. Dżankoj
18. m. Eupatoria
19. m. Kercz
20. m. Krasnoperekopsk
21. m. Saki
22. m. Symferopol
23. m. Sudak
24. m. Teodozja
25. m. Jałta

### Miasta
Prawa miejskie posiada 16 miejscowości: Symferopol (stolica i największe miasto), Kercz, Eupatoria, Jałta, Teodozja, Dżankoj, Ałuszta, Bakczysaraj (dawna stolica Chanatu Krymskiego), Krasnoperekopsk, Saki, Armiańsk, Sudak, Biłohirśk, Szczołkine, Stary Krym, Ałupka.

## Historia
Zachodzące zmiany polityczne w ZSSR pod koniec lat 80. XX wieku i groźba jego rozpadu, zapoczątkowały rozmowy między RFSSR a USSR co do przyszłości Krymu.
Rozważano różne rozwiązania – od autonomii w ramach Ukraińskiej SRR, do włączenia go w skład Rosyjskiej FSRR lub jako republiki związkowej w ramach ZSRR, a nawet jego pełnej niepodległości. Ostatecznie na sesji Obwodowej Rady Deputatów Krymu w Symferopolu, w dniu 12 listopada 1989, uchwalono deklarację, nadającą narodom Krymu prawo do utworzenia własnej państwowości w formie Krymskiej ASRR jako podmiotu Związku Radzieckiego. 
Decyzję tę potwierdzono w referendum, zorganizowanym, 20 stycznia 1990 w którym zadano pytanie: „Czy jesteś za odtworzeniem Krymskiej ASRR jako podmiotu ZSRR i uczestnika związkowej umowy?”, Wzięło w nim udział 1 441 019 osób (81,37% ogółu uprawnionych), spośród których odpowiedzi na „Tak” udzieliło 1 343 255 (92,26% głosujących).
W rezultacie 12 lutego 1990 Rada Najwyższa Ukraińskiej SRR uchwaliła prawo „Про відновлення Кримської Автономної Радянської Соціалістичної Республіки”, na mocy którego miały powstać na Krymie miejscowe organy władzy ustawodawczej i wykonawczej.
Umowa, jaką 19 listopada 1990 zawarły obie radzieckie republiki: rosyjska i ukraińska, zawierała punkt 6, który mówił, że umawiające się strony uznają wzajemnie swoją terytorialną całość w ramach istniejących obecnie w ZSRR granic wewnętrznych – nie dotyczą  gdyby USSR wyszła z ZSRR i uzyskała niepodległość. Już w Rosji, 23 stycznia 1992 Rada Najwyższa podjęła uchwałę o zbadaniu konstytucyjności przekazania Krymu Ukraińskiej SRR w 1954. Ostatecznie 21 maja 1992 przyjęła uchwałę, w której uznała decyzję o przekazaniu Krymu z RFSRR do USRR, podjętą 5 lutego 1954, za nieważną od momentu jej podjęcia.
W odpowiedzi na to, w dniu 29 kwietnia 1992 r. Rada Najwyższa w Kijowie przyjęła prawo „О статусе Автономной Республики Крим”, w którym poważnie ograniczono jego samodzielność.
30 lipca 1992 doszło jednak do wypracowania kompromisu w postaci przyjęcia prawa „О разграничении полномочий между органами государственной власти Украины и Республики Крым”, w którym Krym uzyskał dużą niezależność od kijowskiego centrum.
W styczniu 1994 wybory prezydenckie na  Krymie wygrał Jurij Mieszkow, związany politycznie z Blokiem Rosja i Republikańską Partią Krymu. Z jego inicjatywy, Rada Najwyższa Krymu postanowiła wrócić do wariantu konstytucji w brzmieniu sprzed uzgodnionych ze stroną ukraińską poprawek. Nowo wybrany ukraiński prezydent, Leonid Kuczma, zdecydowanie jednak wystąpił przeciwko tym zmianom. Z jego inicjatywy 17 marca 1995, Rada Najwyższa Ukrainy przyjęła dwie ustawy: o zmianie konstytucji i niektórych ustaw. Zgodnie z ich postanowieniami, Republika Krymu nabywała status administracyjno-terytorialnej autonomii, w ramach Ukrainy, a krymska konstytucja musiała być zatwierdzona przez Radę Najwyższą w Kijowie. Miasto Sewastopol otrzymało status administracyjnej jednostki, wydzielonej ze składu autonomii Krymu, a podległej bezpośrednio władzy centralnej w Kijowie.
Kolejne decyzje prezydenta Kuczmy, dążącego do realnego ograniczenia autonomii Krymu, 28 czerwca 1996 doprowadziły do uchwalenia nowej konstytucji Ukrainy, w której zawarto zasady funkcjonowania Półwyspu Krym. Powstała administracyjna jednostka pod nazwą Autonomiczna Republika Krym. Posiadała ona swój parlament – Radę Najwyższą oraz Rząd na czele z premierem.
Powstanie Republiki Krymu jako jednostki administracyjnej Rosji związane jest z protestami na Ukrainie i wynikłego z nich kryzysu krymskiego. W wyniku tego kryzysu i interwencji wojskowej Rosji – dwie jednostki administracyjne Ukrainy – Republika Autonomiczna Krymu i miasto Sewastopol – zapowiedziały secesję i przyłączenie się do Rosji. Oderwanie się od Ukrainy i tak zwane utworzenie państwa nastąpiło 11 marca 2014, kiedy to połączone zgromadzenie radnych Rady Najwyższej Republiki Autonomicznej Krymu i Rady Miejskiej Sewastopola przyjęło deklarację niepodległości Republiki Krymu. W deklaracji powołano się wprost na przypadek Kosowa i wyrok z 22 lipca 2010, w którym Międzynarodowy Trybunał Sprawiedliwości uznał, że jednostronna deklaracja niepodległości Kosowa nie narusza prawa międzynarodowego.
17 marca 2014 Rada Najwyższa Republiki Autonomicznej Krymu przyjęła postanowienie o niepodległości Krymu, co było konsekwencją referendum, w którym za przyłączeniem Krymu z Sewastopolem do Rosji zagłosowało 96,57% uczestników przy frekwencji 84% (wyniki te są kwestionowane). Tego samego dnia niepodległość Krymu uznała Rosja. 18 marca 2014 podpisano umowę między Rosją a Republiką Krymu i miastem wydzielonym Sewastopol o włączeniu Krymu do Rosji. Umowa ta weszła w życie z dniem ratyfikacji, co nastąpiło 21 marca 2014. Tego samego dnia dokonano odpowiednich zmian w Konstytucji Rosji dopisując do niej dwa nowe podmioty federacji – Republikę Krymu i miasto federalnego znaczenia Sewastopol, które włączono do nowo utworzonego Krymskiego Okręgu Federalnego.
Ukraina oraz większość społeczności międzynarodowej uznaje Republikę Krymu nadal za część Ukrainy jako Republikę Autonomiczną Krymu. Republikę Krymu i Sewastopol za część Federacji Rosyjskiej uznały oficjalnie (de iure): Afganistan, Kuba, Nikaragua, Korea Północna, Rosja, Syria i Wenezuela. Prezydent Białorusi Alaksandr Łukaszenka uznał aneksję Krymu de facto. 27 marca 2014 Rezolucja Zgromadzenia Ogólnego ONZ nr 68/262 uznała przyłączenie Krymu za sprzeczne m.in. z Deklaracją Zasad Prawa Międzynarodowego z 24 października 1970 czy Aktem Końcowym KBWE z 1 sierpnia 1975. Za rezolucją uznającą referendum krymskie za nielegalne opowiedziało się 100 państw – członków Organizacji Narodów Zjednoczonych, 11 było przeciw, 58 wstrzymało się od głosu, 24 nie wzięło udziału w głosowaniu.
28 lipca 2016 prezydent Rosji Władimir Putin na mocy dekretu zlikwidował Krymski Okręg Federalny, a republikę włączył w skład Południowego Okręgu Federalnego.